# Török portyázás Izlandon (1627)

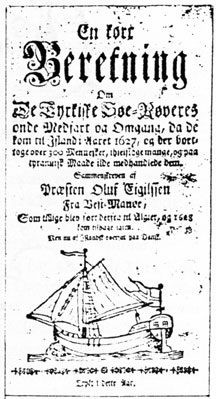
Ólafur Egilsson nyomtatásban megjelent emlékirata az izlandi török dúlásról és a fogságról

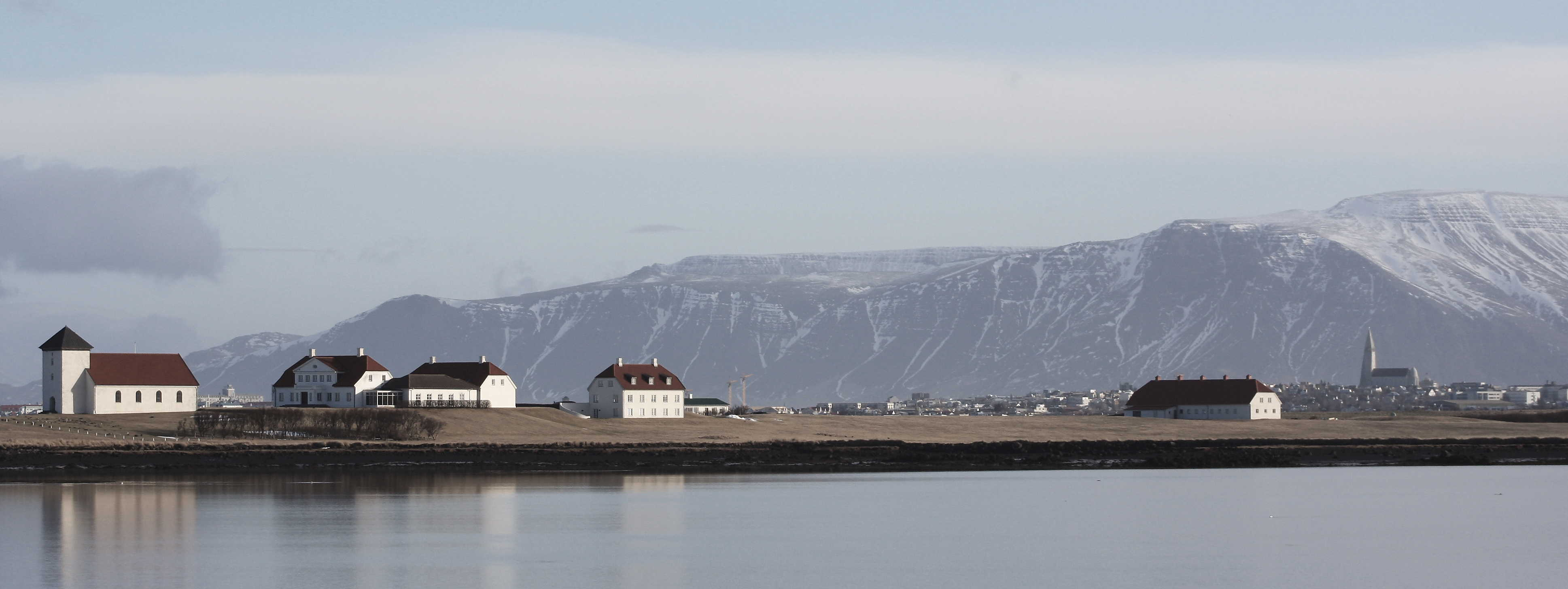
Bessastaðir látképe ma

Az Izland elleni hajókon történő rablótámadásokat (portyázását) Északnyugat-Afrikából érkezett, zömében arab, berber és részben török martalócok hajtották végre 1627 nyarán. A kalózhajók Algír és a marokkói Szale városaiból érkeztek, amelyek az Oszmán Birodalom vazallusai voltak. A török-arab kalózok három helyen intéztek támadást a szigeten, levágtak 50 helyi lakost, valamint közel 400 embert foglyul ejtettek és rabszolgának hurcoltak el. Ezzel szemben Emanuel d'Aranda francia szerző 800 elhurcolt személyről tesz említést egy 1666-ban kelt könyvében, állítását pedig egy Algériában élő izlandi rabszolga elbeszélésére alapozza.
A fogságba hurcoltak közül többen sose tértek vissza. Az akkor igen szegény sziget lakosainak csak hosszú évek elteltével 50 embert sikerült kimenteniük a rabságból, de volt aki már nem tért vissza a szigetre.
Izlandot korábban és később is számos nép kalóztámadásai sújtották: így skandinávok, angolok, írek, hollandok, németek, franciák, spanyolok stb. A muzulmán kalózok portyázásainak emléke a helyi szájhagyományban és irodalomban is megőrződött, amelyet az utókor Tyrkjaránið-nak (Törökdúlás) nevezett el. Mértékét tekintve ugyanakkor az addigi legsúlyosabb Izlandot ért külső támadás volt.

## A támadás
A kalózok két hullámban támadták meg Izlandot. Az első a szaléi raj volt, őt követte egy hónap múlva az Algírból jött portyázó had. A marokkóiakat bizonyos Murád Reisz vezette, akit eredetileg Jan Janszoon-nak hívtak. Janszoon holland nemzetiségű volt, aki muszlim kalózok fogságába esve áttért az iszlám hitre és maga is kalóznak csapott fel. Jól ismerte az Északi-tenger és az Atlanti-óceán adottságait a jeges vizeknél, ezért megfelelő évszakra időzítette a támadást.
A marokkói és török kalózok első áldozata Grindavík volt Délnyugat-Izlandon 1627. június 20-án, ami akkor még halászfalu volt. A településen körülbelül 12-15 izlandit és nagyjából ugyanennyit dán és holland tengerészt ejtettek fogságba. Két embert megöltek, két hajót elfoglaltak, egyet pedig kifosztottak.
A martalócok ezután Bessastaðir felé vették az irányt, ahol a sziget dán kormányzójának székhelye is volt. Mivel addigra már a grindavíki rajtaütés híre elterjedt, így a támadás nem érte felkészületlenül Bessastaðir: a település erődítményének ágyúi tüzet nyitottak a marokkói-török hajókra, illetve a parton lándzsás izlandiak gyűltek össze, így a partraszállás meghiúsult. Ezután a kalózok visszatértek Marokkóba, ahol rabszolgapiacokon adták el a foglyokat.
A második török betörés, az algériaiak vezetése alatt július 5. és július 13. között történt Izlandon, amely a Keleti Fjordot érintette. A törökök és az arabok Berufjörður és Breiðdalur környékén élő embereket rohanták le és 110 ember elhurcoltak. Elfogtak továbbá, kifosztottak és elsüllyesztettek egy dán kereskedelmi hajót is, amelynek teljes legénységét szintén rabságba vetették. Elraboltak továbbá jelentős mennyiségű ezüstöt, élő állatokat és egyéb javakat.
Mivel Fáskrúðsfjörðurnál igen erős lett az északi szél, ezért a hajók délnek vették az irányt. Ekkor egy újabb muszlim kalózhajó csatlakozott hozzájuk és egy angol halászhajót is elfogtak.
Az oszmán és algíri kalózok nem találtak kikötőket, vagy kikötésre alkalmas helyeket a déli parton. Végül július 16-án elérték a Vestmannaeyjar szigeteket, ahol az eddigi legnagyobb dúlást hajtották végre. A háromnapos fosztogatás és öldöklés eredménye a helyiek részéről 234 fogoly és 34 halott (köztük egy helyi lelkész). Aki ellenállt, azt lekaszabolták. Hasonlóan az öregek és a gyengék sem remélhettek kegyelmet. Az itteni kereskedők házait és a templomot a törökök és az arabok felperzselték.
Július 19-én a kalózok visszahajóztak Algírba, ezzel a török portyázásoknak vége lett Izlandon.

## A foglyok sorsa
Az Afrikába vezető úton a hajókon uralkodó elégtelen körülmények miatt sok fogoly már a tengeren meghalt. Az Algírba hurcolt izlandiakat aztán helyi börtönökbe vetették. Mivel a foglyok szokatlan formájú embernek számítottak a környéken, ezért sok helybeli kíváncsiságból felkereste őket. Egy túlélő szerint többen igen emberségesen bántak velük, mert kenyeret vittek nekik, hogy ne éhezzenek. A város elöljárója kiválasztott magának néhány foglyot saját rabszolga gyanánt, a többieket a piacra hajtották.
Közel 100-an, elsősorban fiatalok, felvették az iszlám vallást. A későbbi évek során 70 keresztény izlandi személy volt fogságban. A Kelet-Izlandról elhurcolt Guttormur Hallsson 1631-ben hazájába eljuttatott egy levelet, amelyben leírja a foglyok helyzetét: egyesek emberséges urak kezébe kerültek, akiknél tisztességes körülmények között éltek. Másokkal állatok módjára bántak és halálra dolgoztatták őket a legborzalmasabb körülmények között, vajmi élelemmel és ruházattal.

## Kísérletek a foglyok kimentésére
Egy Vestmannaeyjarban foglyul ejtett evangélikus lelkészt, Ólafur Egilssont elengedtek a fogságból, hogy hazatérve váltságdíjat gyűjtsön a foglyokért. Egilsson hosszú útja Szardínián, Franciaországon és Németalföldön át vezetett, mígnem elérte Dániát.
Egilsson később emlékiratokban örökítette meg a fogság és a kiváltási kísérletek történéseit. Az első alkalommal összegyűjtött pénzt a megbízottak nem fordították a foglyok kiváltására, hanem egyszerűen elsikkasztották azt: többek között olyan árukat vettek Algírban, amiket aztán elcseréltek Európában.
Kilenc évvel később egy komolyabb összegű váltságdíj megfizetésére került sor és 34 embert szabadítottak ki. A hazafelé úton közülük hatan meghaltak, mielőtt elérhették volna a holsteini Glückstadtot (ami akkoriban még a Dán Királysághoz tartozott). Egy ember pedig nem ment vissza Izlandra, hanem inkább német területen maradt. 1645-ben további 8 embert (zömében dánokat) váltottak ki, akik visszatértek Koppenhágába. Összesen 50 ember szabadult meg a rabságból, de nem mindenki tért vissza eredeti hazájába.
Az elhurcoltak között volt Guðríður Símonardóttir, a költő Hallgrímur Pétursson felesége is.

## Emléke
A török portyázás Izland történelmében a mai napig mély nyomott hagyott. Ez volt az első, nagyobb, külső ellenség által véghez vitt támadás a sziget ellen és az első (egyben utolsó) alkalom, hogy a sziget konfrontációba került az Oszmán Birodalommal és az iszlám világgal. A későbbiekben, 1797-ben a dán és norvég flotta sikeres akciót indított a tripoli kalózok ellen, amelyben izlandi tengerészek is részt vettek.
Izlandon annyira jelentősnek számított a törökdúlás, hogy több mű is részletesen foglalkozott vele (néhányukat 2000-es években fordították le angolra). A keresztény kortársak a török támadásban az Isten büntetését látták a szigetlakók egyes bűneire válaszul.